# Diocesi di Sør-Hålogaland
La diocesi di Sør-Hålogaland è una diocesi appartenente alla Chiesa di Norvegia. 

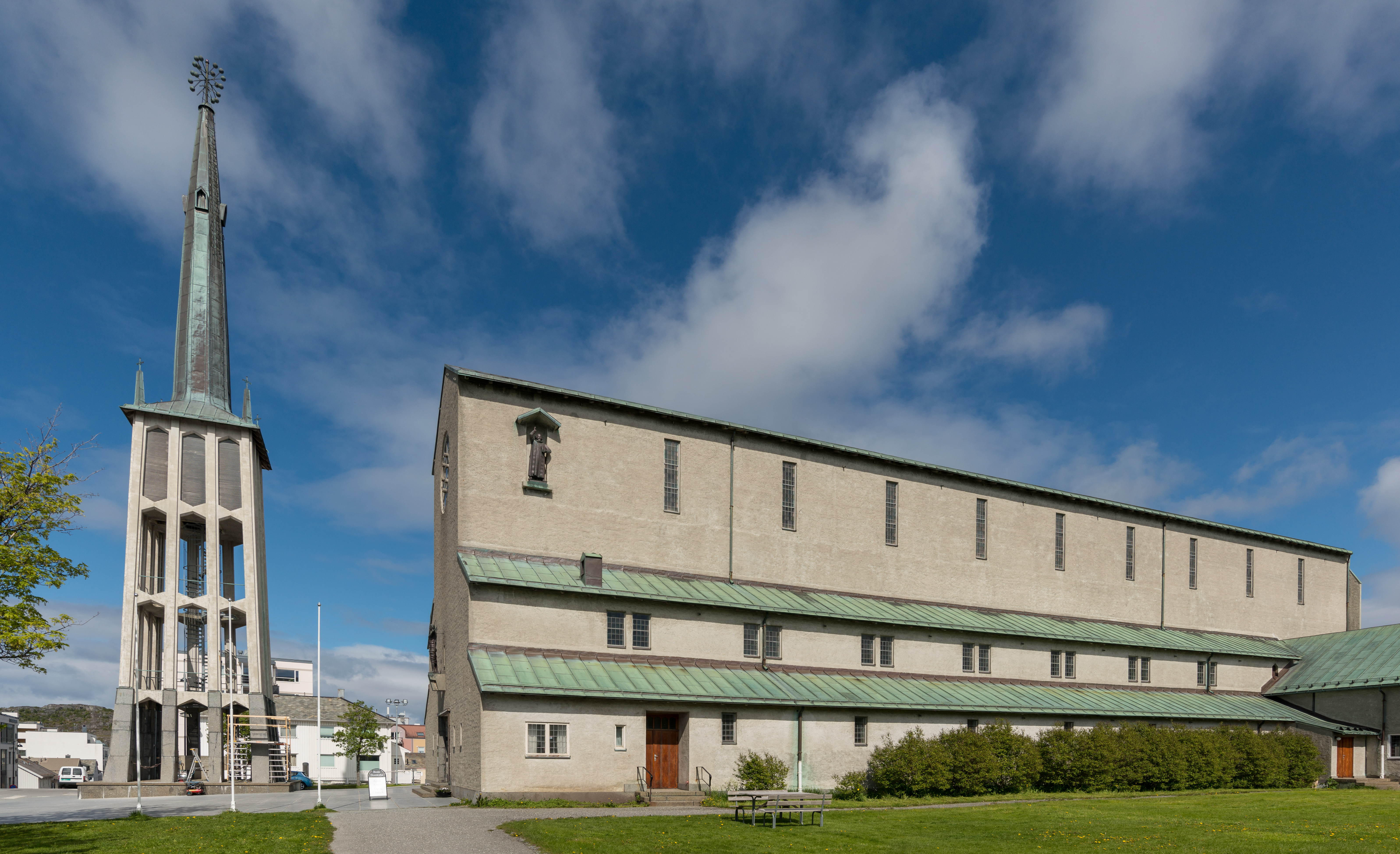
Cattedrale di Bodø

Mappa delle diocesi della Chiesa di Norvegia

La diocesi comprende la contea di Nordland; la cattedrale si trova nella città di Bodø. Nel 1952 la diocesi di Hålogaland (che includeva tutta la Norvegia settentrionale) fu suddivisa in due parti: la  diocesi di Sør-Hålogaland (contea di Nordland) e la diocesi di Nord-Hålogaland (con Troms, Finnmark e le Svalbard). La diocesi è retta dal 2016 dal vescovo Ann-Helen Fjeldstad Jusnes.

## Cronotassi dei vescovi
- Wollert Krohn-Hansen (1952–1959)
- Hans Edvard Wisløff (1959–1969)
- Bjarne Odd Weider (1969–1982)
- Fredrik Grønningsæter (1982–1992)
- Øystein Ingar Larsen (1992–2006)
- Tor Berger Jørgensen (2007-2016)

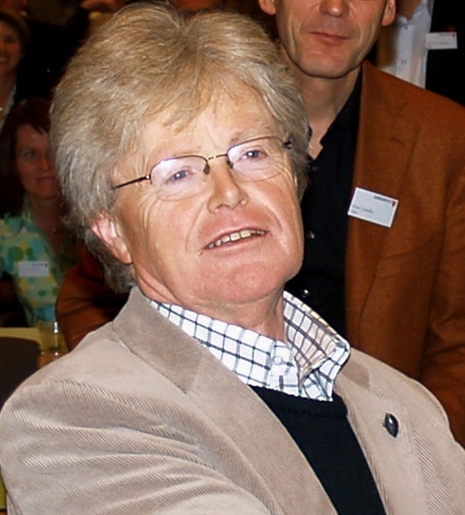
Il vescovo Tor Berger Jørgensen

- Ann-Helen Fjeldstad Jusnes (dal 2016)